# Ingolfiellidea
Gli Ingolfiellidea sono un piccolo sottordine di anfipodi.

## Tassonomia
Comprende due sole famiglie:
- Ingolfiellidae
- Metaingolfiellidae